# Liste der Municipalitys in der Provinz Freistaat

Die Provinz Freistaat mit Distrikten und Gemeinden (Stand 2016)

Die Liste der Gemeinden in der Provinz Freistaat führt alle Gemeinden (Local Municipalities und Metropolitan Municipalities) in der südafrikanischen Provinz Freistaat (Freestate) auf.
Die Provinz Freistaat ist in eine Metropolgemeinde und fünf Distrikte (District Municipalities) mit insgesamt 20 Gemeinden eingeteilt. Die Mangaung Metropolitan Municipality ist die einzige Metropolgemeinde in der Provinz und gehört zu keinem Distrikt.

## Legende
- Gemeinde: Name der Gemeinde
- Voller Name: Offizielle Bezeichnung der Gemeinde
- Code: Code der Gemeinde (Municipal Code)
- Sitz: Verwaltungssitz der Gemeinde
- Einwohner (Zensus): Anzahl der Einwohner der Gemeinde nach der Volkszählung aus dem Jahr 2001
- Einwohner (Zensus): Anzahl der Einwohner der Gemeinde nach der Volkszählung aus dem Jahr 2011
- Fläche: Fläche der Gemeinde (Stand 2011)
- Distrikt: Distrikt, zu dem die Gemeinde gehört

## Liste
| Gemeinde         | Voller Name                         | Code  | Sitz           | Einwohner Zensus 2001 | Einwohner Zensus 2011 | Fläche (km²) | Distrikt           |
| ---------------- | ----------------------------------- | ----- | -------------- | --------------------- | --------------------- | ------------ | ------------------ |
| Letsemeng        | Letsemeng Local Municipality        | FS161 | Koffiefontein  | 42.982                | 38.628                | 9.829        | Xhariep            |
| Kopanong         | Kopanong Local Municipality         | FS162 | Trompsburg     | 55.944                | 49.171                | 15.645       | Xhariep            |
| Mohokare         | Mohokare Local Municipality         | FS163 | Zastron        | 36.321                | 34.146                | 8.776        | Xhariep            |
| Naledi1          | Naledi Local Municipality           | FS171 | Dewetsdorp     | 27.479                | 24.314                | 3.424        | Xhariep            |
| Mantsopa         | Mantsopa Local Municipality         | FS173 | Ladybrand      | 55.342                | 51.056                | 4.291        | Thabo Mofutsanyana |
| Masilonyana      | Masilonyana Local Municipality      | FS181 | Theunissen     | 64.409                | 63.334                | 6.796        | Lejweleputswa      |
| Tokologo         | Tokologo Local Municipality         | FS182 | Boshof         | 32.455                | 28.986                | 9.326        | Lejweleputswa      |
| Tswelopele       | Tswelopele Local Municipality       | FS183 | Bultfontein    | 53.714                | 47.625                | 6.524        | Lejweleputswa      |
| Matjhabeng       | Matjhabeng Local Municipality       | FS184 | Welkom         | 408.170               | 406.461               | 5.155        | Lejweleputswa      |
| Nala             | Nala Local Municipality             | FS185 | Bothaville     | 98.264                | 81.220                | 4.129        | Lejweleputswa      |
| Setsoto          | Setsoto Local Municipality          | FS191 | Ficksburg      | 123.194               | 112.597               | 5.966        | Thabo Mofutsanyana |
| Dihlabeng        | Dihlabeng Local Municipality        | FS192 | Bethlehem      | 128.929               | 128.704               | 4.880        | Thabo Mofutsanyana |
| Nketoana         | Nketoana Local Municipality         | FS193 | Reitz          | 61.951                | 60.324                | 5.611        | Thabo Mofutsanyana |
| Maluti-a-Phofung | Maluti-a-Phofung Local Municipality | FS194 | Phuthaditjhaba | 360.787               | 335.784               | 4.338        | Thabo Mofutsanyana |
| Phumelela        | Phumelela Local Municipality        | FS195 | Vrede          | 50.906                | 47.772                | 8.183        | Thabo Mofutsanyana |
| Moqhaka          | Moqhaka Local Municipality          | FS201 | Kroonstad      | 167.892               | 160.532               | 7.925        | Fezile Dabi        |
| Ngwathe          | Ngwathe Local Municipality          | FS203 | Parys          | 118.810               | 120.520               | 7.055        | Fezile Dabi        |
| Metsimaholo      | Metsimaholo Local Municipality      | FS204 | Sasolburg      | 115.955               | 149.108               | 1.717        | Fezile Dabi        |
| Mafube           | Mafube Local Municipality           | FS205 | Frankfort      | 57.659                | 57.876                | 3.971        | Fezile Dabi        |
| Mangaung         | Mangaung Metropolitan Municipality  | MAN   | Bloemfontein   | 645.440               | 747.431               | 6.284 2      | –                  |

1 seit 2016 Teil der Metropolgemeinde Mangaung

2 2016 durch Aufnahme von Gebieten vergrößert